# Južnomorski slon
Južnomôrski slòn (znanstveno ime Mirounga leonina) je ena od dveh vrst morskih slonov. Je največji predstavnik klada plavutonožcev (Pinnipedia) in reda zveri (Carnivora), pa tudi največji živeči morski sesalec, ki ni kit. Ime je dobil po ogromni velikosti in velikem rilcu odraslega samca, ki se uporablja za zelo glasno rjovenje, zlasti v času razmnoževanja. Samec južnomorskega slona je približno 40 % težji od samca severnomorskega slona (Mirounga angustirostris), več kot dvakrat težji od samca mroža (Odobenus rosmarus), in 6–7 krat težji od največjega živečega kopenskega mesojeda, severnega medveda (Ursus maritimus) in kodijaškega medveda (Ursus arctos middendorffi).

## Taksonomija
Južnomorski slon je bil ena izmed mnogih vrst, ki jih je švedski zoolog Carl Linnaeus originalno opisal v 10. izdaji svojega dela Systema naturae leta 1758, kjer je dobil dvočlensko ime Phoca leonina. John Edward Gray je rod Mirounga ustanovil leta 1827.
V 19. stoletju so vrsto pogosto imenovali »stekleniconosi tjulenj« (angleško bottle-nosed seal).

## Opis
Južnomorski slon se od severnomorskega slona (ki se s to vrsto ne prekriva) razlikuje po večji telesni masi in krajšem hrbtu. Tudi južni samci se zdijo višji v bojih zaradi nagnjenosti k močnejšemu upogibanju hrbta kot severne vrste. Ta vrsta lahko kaže tudi največji spolni dimorfizem katerega koli sesalca glede na masno razmerje, pri čemer so samci običajno pet do šestkrat težji od samic. V povprečju samice južnomorskih slonov tehtajo od 400 do 900 kg in merijo od 2,6 do 3 m, samci pa lahko tehtajo od 2200 do 4000 kg in zrastejo od 4,2 do 5,8 m. Za primerjavo: samci med severnomorskim slonom in kitom glavačem (Physeter macrocephalus) - dvema velikima morskima sesalcema, ki sta po velikosti zelo spolno dimorfna - samci običajno prevladajo nad samicami za trikrat; izjemno masivni samci lahko tehtajo štirikrat več kot samice.
Velikost se razlikuje tudi po regijah. Študije so pokazale, da so tisti z otoka Južna Georgija približno 30 % težji in v povprečju za 10 % daljši od tistih z otoka Macquarie. Rekordno velik samec, odstreljen v zalivu Possession Bay na Južni Georgiji, 28. februarja 1913, je bil dolg 6,85 m in bil ocenjen na 5000 kg, čeprav je bil le delno stehtan.  Največja velikost samice je 1000 kg in 3,7 m.
Oči južnomorskega slona so velike, okrogle in črne. Širina oči in visoka koncentracija pigmentov pri šibki svetlobi kažeta, da ima vid pomembno vlogo pri zajemanju plena. Kot vsi tjulnji imajo tudi slonji tjulnji zadnje ude, katerih konci tvorijo rep in repno plavut. Vsaka 'noga' ima pet dolgih, spletenih prstov. Ta okretna dvojna dlan se uporablja za pogon vode. Med plavanjem se prsne plavuti malo uporabljajo. Medtem ko njihovi zadnji udi niso primerni za gibanje na kopnem, slonji tjulnji uporabljajo plavuti kot oporo za poganjanje svojih teles. Na ta način se lahko hitro poganjajo (do 8 km/h) pri gibanju na kratke razdalje, vrnitev v vodo, dohitevanje samice ali preganjanje vsiljivca.
Mladiči so rojeni s krznom in so popolnoma črni. Njihovi plašči niso primerni za vodo, vendar dojenčke zaščitijo tako, da jih izolirajo pred hladnim zrakom. Prvo levitev spremlja odstavitev. Po levitvi lahko dlake postanejo sive in rjave, odvisno od debeline in vlage dlake. Pri starejših samcih ima koža debelo usnje, ki je pogosto brazgotinasto.
Tako kot drugi tjulnji je tudi vaskularni sistem južnomorskih slonov prilagojen mrazu; mešanica majhnih žil obkroža arterije in iz njih zajema toploto. Ta struktura je prisotna v okončinah, kot so zadnje noge.

## Obseg in populacija
Svetovna populacija je bila sredi 1990-ih ocenjena na 650.000 živali, leta 2005 pa med 664.000 in 740.000 živalmi. Študije so pokazale, da obstajajo tri geografske podpopulacije, po ena v vsakem od treh oceanov.
Študije sledenja so pokazale poti, ki so jih prepotovali južnomorski sloni in pokazale, da je njihovo glavno območje hranjenja na robu antarktične celine. Medtem ko lahko občasno pridejo na kopno na Antarktiki, da se odpočijejo ali parijo, se zberejo za vzrejo na subantarktičnih lokacijah.
Največja subpopulacija je v južnem Atlantiku, več kot 400.000 osebkov, vključno s približno 113.000 plemenskimi samicami na Južni Georgiji; druge gnezditvene kolonije atlantske subpopulacije so na Falklandskih otokih in polotoku Valdes v Argentini (edina celinska plemenska populacija).
Subpopulacijo na jugu Indijskega oceana sestavlja do 200.000 osebkov, od katerih se tri četrtine vzrejajo na Kuerguelenskih otokih, ostale pa na otokih Crozet, Marion in otokih princa Edwarda ter na otoku Heard. Nekateri posamezniki tudi na otoku Amsterdam.
Tretjo subpopulacijo s približno 75.000 osebki najdemo na subantarktičnih otokih Tihega oceana južno od Tasmanije in Nove Zelandije, predvsem na Macquariejevem otoku.
Kolonije so nekoč obstajale v Tasmaniji, na Sveti Heleni in na otokih Juana Fernándeza ob obali Čila. Nekatere posameznike v času levitve so našli v Južni Afriki ali Avstraliji. Občasno poročajo tudi o izgubljenih živalih na obalah Mavricija, dve poročili pa izvirata z območja izliva Río Guayas v Ekvadorju in plaže v Limi v Peruju. Resničnost bitja, imenovanega Manatee of Helena, je bila izpostavljena kot možna napačna identifikacija južnomorskega slona, ki so bili v preteklosti prisotni na Sveti Heleni.
Po koncu obsežnega lova na tjulnje v 19. stoletju je južnomorski slon v 1950-ih okreval v precejšnjo populacijo; od takrat je prišlo do nepojasnjenega upada subpopulacij Indijskega in Tihega oceana. Zdi se, da je populacija zdaj stabilna; razlogi za nihanja niso znani. Predlagana pojasnila vključujejo pojav depresije po hitrem demografskem oživljanju, ki izčrpa vitalne vire, podnebne spremembe, konkurenco z drugimi vrstami, katerih število se je prav tako spreminjalo ali celo neugoden vpliv znanstvenih tehnik spremljanja.

## Vedenje

### Socialno vedenje in razmnoževanje
Južnomorski sloni spadajo med tjulnje, ki lahko na kopnem ostanejo najdlje časa, saj lahko ostanejo suhi več zaporednih tednov vsako leto. Samci prispejo v kolonije prej kot samice in se ob prihodu borijo za nadzor nad haremi. Velika telesna velikost daje prednosti v boju in agonistični odnosi samcev povzročajo prevladujočo hierarhijo, pri čemer je dostop do haremov in aktivnost v haremih določena glede na čin. Prevladujoči samci ('gospodarji haremov') vzpostavijo hareme več deset samic. Najmanj uspešni nimajo haremov, lahko pa poskusijo kopulirati s samicami haremskega samca, ko ta ne gleda. Večina prvorojenih samic in pomemben delež večplodnih samic se pari na morju z gostujočimi samci stran od haremov.
Južnomorski slon mora ostati na svojem ozemlju, da ga bo branil, kar bi lahko pomenilo mesece, ne da bi jedel in živeti od svoje zaloge. Dva samca, ki se borita, uporabljata svojo težo in zobe drug proti drugemu. Izid je redko usoden in poraženi samec bo pobegnil; vendar lahko trpijo zaradi hudih raztrganin in ugrizov. Nekateri samci lahko ostanejo na kopnem več kot tri mesece brez hrane. Samci se pogosto oglašajo s kašljanjem, ki služi tako pri individualnem prepoznavanju kot pri oceni velikosti. Konflikte med samci z visokim položajem pogosteje rešujejo z držo in vokalizacijo kot s fizičnim stikom. 
Na splošno se mladiči skotijo precej hitro v obdobju razmnoževanja. Po rojstvu bo novorojenček lajal ali bevskal, njegova mati pa se bo odzvala z visokim stokanjem. Novorojenček začne takoj sesati. Laktacija traja povprečno 23 dni. V tem obdobju se samica posti. Novorojenčki ob rojstvu tehtajo približno 40 kg in do odstavitve dosežejo od 120 do 130 kg. Mati v tem času znatno shujša. Mladi odstavljeni tjulnji se zbirajo v vrtcih, dokler ne izgubijo rojstnih plaščev. V vodo vstopijo, da vadijo plavanje, vajeništvo običajno začnejo v izlivih ali ribnikih. Poleti južnomorski sloni pridejo na kopno, da bi se levili. To se včasih zgodi neposredno po razmnoževanju.

### Hranjenje in potapljanje
Satelitsko sledenje je pokazalo, da tjulnji na površini preživijo zelo malo časa, običajno nekaj minut za dihanje. Večkrat se potopijo, vsakič več kot 20 minut, da lovijo svoj plen – lignje in ribe – na globinah od 400 do 1000 m. So najgloblji potapljači nekiti, ki dihajo zrak in so bili zabeleženi na največ 2388 m globine.
Kar zadeva trajanje, globino in zaporedje potopov, je južnomorski slon najuspešnejši. V mnogih pogledih presegajo celo večino kitov in delfinov. Te zmožnosti so posledica nestandardnih fizioloških prilagoditev, ki so skupne morskim sesalcem, vendar so še posebej razvite pri slonjih tjulnjih. Strategija spopadanja temelji na povečanem shranjevanju kisika in zmanjšani porabi kisika.
V oceanu očitno živijo sami. Večina samic se potaplja v pelagičnih conah za iskanje hrane, medtem ko se samci potapljajo v pelagičnih in bentoških conah. Posamezniki se bodo vsako leto vračali na ista lovišča. Zaradi nedostopnosti njihovih globokomorskih hranilnih območij niso dobili izčrpnih informacij o njihovih prehranskih preferencah, čeprav je prišlo do nekaterih opazovanj lovskega vedenja in izbire plena.
Med lovom v temni globini se zdi, da vsaj deloma lovijo svoj plen z uporabo vida; bioluminiscenca nekaterih živali lahko olajša njihovo ujetje. Slonji tjulnji nimajo razvitega sistema eholokacije na način kitov, vendar imajo njihovi vibrisi (obrazni brki), ki so občutljivi na vibracije, vlogo pri iskanju hrane. Na subantarktičnih ali antarktičnih obalah se tjulnji pretežno krmijo z globokomorskimi vrstami glavonožcev, kot so Psychroteuthis glacialis, Alluroteuthis antarcticus, Histeoteuthis eltaninae, Onykia ingens, Gonatus antarcticus. Martialia hyadesi in drugimi mehkužci, različnimi vrstami rib, vključno z ribami lanternicami (tj. Electrona spp. in Gymnoscopelus spp.), Nototheniidae (tj. Genera Lepidonotothen, Pleuragramma, Trematomus, Pagothenia), Channichthyidsae spp., Bathylagidae spp., krilom (večinoma Euphausia spp.) In drugimi raki ter celo algami.

### Plenjenje
Odstavljeni mladiči in nedorasli mladiči lahko postanejo plen ork. Zabeleženi so primeri, ko so odstavljene mladiče napadli in ubili morski leopardi (Hydrurga leptonyx) in novozelandski morski levi (Phocarctos hookeri), v zadnjem primeru izključno majhne mladiče. Veliki beli morski psi (Carcharodon carcharias) so lovili južnomorske slone v bližini otoka Campbell, medtem ko so na preživelih na otokih Macquarie odkrili sledi ugriza južnega morskega psa (Somniosus antarcticus).

## Zaščita
Po skorajšnjem izumrtju zaradi lova v 19. stoletju je bila leta 2005 celotna populacija ocenjena na 664.000 do 740.000 živali, od leta 2002 pa sta dve od treh večjih populacij upadali. Razlogi za to niso jasni, vendar naj bi bili povezani s porazdelitvijo in upadanjem ravni primarnih virov hrane tjulnjev.Večina njihovih pomembnih gnezdišč je zdaj zaščitena z mednarodno pogodbo, kot Unescova svetovna dediščina, ali z nacionalno zakonodajo.

## Klimatske spremembe
Podnebne spremembe imajo verjetno širok in raznolik vpliv na morske vrste, kot so južnomorski sloni. Kot glavni plenilci v južnem oceanu naseljujejo eno najobčutljivejših regij za hitre podnebne spremembe. Globalna prizadevanja, da so južnomorski sloni kot oceanografski vzorčevalniki in projekti morskih sesalcev, ki raziskujejo ocean od pol do pola, so privedla do zbiranja obsežne zbirke dolgoročnih povezanih vedenjsko-oceanografskih podatkov. Kot del teh projektov so bili na slone pritrjeni satelitski relejni zapisovalniki podatkov za zbiranje fizičnih in bioloških podatkov. Hkratno zbiranje vedenjskih in okoljskih podatkov, ki traja več kot deset let, je raziskovalcem omogočilo, da preučijo vpliv podnebnih sprememb na južnomorske slone in antarktični ekosistem. Ti podatki zagotavljajo informacije o tem, kako se južni ocean spreminja glede na podnebne spremembe in kako se te vrste odzivajo na spremembe.
Ti projekti so se osredotočili na južnomorske slone, ker so globoki potapljači in tudi glavni plenilec v južnem oceanu glede na svojo populacijo in porabo hrane. Kot plenilci zgornjih ravni živilskega prostora njihov uspeh pri iskanju hrane in dinamika populacije dajejo dragocene informacije o produktivnosti na različnih trofičnih ravneh. Dobro počutje živali torej odraža dobrobit celotnega antarktičnega ekosistema.
Južnomorski sloni iz različnih kolonij pogosto iščejo posebne oceanografske regije in se najuspešneje prehranjujejo na območjih s posebnimi hidrografskimi lastnostmi, npr. območja vzpona cirkropolarne globoke vode znotraj Antarktičnega krožnega toka. V južnem oceanu se pogosteje povezujejo z južnimi frontami z višjo širino in čelnimi območji. Vendar se uspeh iskanja hrane v povezavi s temi regijami močno razlikuje glede na leto, sezono in spol. Nekatere sezonske in medletne razlike v uspehu iskanja hrane so lahko povezane s podnebnimi spremembami, kot so položajni premiki na frontah in spremenljivost, povezana s frontalnimi položaji. Na splošno se zdi, da so južnomorski sloni odporni na očitno spremenljivost lege in produktivnosti frontalnih sistemov.